# Rimski amfiteater v Lecceju
Rimski amfiteater v Lecceju je rimski spomenik na trgu Piazza Sant'Oronzo v mestu Lecce. Izvira iz Avgustove dobe.
Ministrstvo za kulturno dediščino in dejavnosti ga od decembra 2014 upravlja prek Polo museale della Puglia, ki je decembra 2019 postal Regionalni direktorat za muzeje.

## Zgodovina
Rimski amfiteater je skupaj z gledališčem najbolj izrazit spomenik pomena, ki ga je dosegel Lupiae, rimski prednik Lecceja, med 1. in 2. stoletjem našega štetja. Avgust je, še preden je postal cesar, šel skozi Lupiae v posebno nemirnem trenutku. Po umoru Julija Cezarja, ki se je na nek način skušal oddolžiti za prejeto gostoljubje, se je spomnil na Lupiae s financiranjem gradnje dveh velikih spektakularnih zgradb: rimskega amfiteatra in rimskega gledališča Lecce.
Datacija spomenika je še vedno predmet razprave in niha med avgustovsko dobo in trajansko-hadrijansko dobo.
Spomenik je bil odkrit med gradnjo stavbe Banke Italije, izvedene v zgodnjih 1900-ih. Izkopavanja za odkrivanje ostankov amfiteatra so se po volji salentskega arheologa Cosima De Giorgija začela skoraj takoj in so trajala do leta 1940.
Trenutno je mogoče občudovati le tretjino celotne strukture, ostalo pa je še vedno skrito v kleti Piazza Sant'Oronzo, kjer stojijo nekatere zgradbe in cerkev Santa Maria della Grazia. Pravzaprav je bila višina prvotne arene veliko višja kot danes.

## Opis
Amfiteater je bil zunaj velik 102 × 83 m, arena pa 53 × 34 m in je lahko sprejela okoli 25.000 gledalcev.
Od spomenika, ki je delno zgrajen neposredno v skali in delno na kvadratnih lokih, sta na prostem ostala dva obročasta hodnika, poleg dela eliptične arene, okoli katere potekajo stopnice, dva obročasta hodnika, eden teče pod tribunami, drugi zunaj v galeriji obokov, portik, kamor sodijo številni in trdni pilastri, po katerem je bil izrečen ukaz nadrejenega, tako kot drugi podobni spomeniki, od Koloseja do Arene v Veroni.
Areno, v kateri so se odvijale gledališke predstave in scenske uprizoritve antičnih in sodobnih avtorjev, je od dvorane ločila visoka cavea, ki je bila okrašena s parapetom (podium), okrašenim z marmornimi reliefi v akeni, ki prikazuje prizore spopadov med ljudmi in živalmi. Tudi v pregradni steni med areno in caveo je bilo več komunikacijskih prehodov z osrednjim hodnikom, za vzdrževanje pa je bil uporabljen ožji hodnik, izkopan takoj za areno.
- Rimski amfiteater.
- Del amfiteatra.
- Vhod v areno.
- Jaslice v amfiteatru.
- Amfiteater od zgoraj.
- Možna rekonstrukcija zemljevida.